# 12 Play
12 Play è il secondo album del cantante R&B R. Kelly, pubblicato per la Jive Records nel 1993. Bump N' Grind, uno dei singoli estratti da 12 Play, rappresenta il primo singolo al numero 1 della classifica statunitense per il cantante di Chicago.

## Tracce
1. Your Body's Callin' – 4:38 (R. Kelly)
2. Bump N' Grind – 4:16 (R. Kelly)
3. Homie Lover Friend – 4:22 (R. Kelly)
4. It Seems Like You're Ready – 5:39 (R. Kelly)
5. Freak Dat Body – 3:44 (R. Kelly)
6. I Like The Crotch On You – 6:37 (R. Kelly)
7. Summer Bunnies – 4:14 (R. Kelly, R. Calhoun)
8. For You – 5:01 (R. Kelly)
9. Back To the Hood of Things – 3:52 (R. Kelly, A. Young, C. Broadus)
10. Sadie – 4:30 (J. Jefferson, B. Hawes, C. Simmons)
11. Sex Me, Pts. 1 & 2 – 11:27 (R. Kelly)
12. 12 Play[2] – 5:55 (R. Kelly)